# The Great White Silence
The Great White Silence är en brittisk dokumentärfilm från 1924 filmad av Herbert Ponting. Den är uppbyggd av korta filmsekvenser tagna under Robert Scotts expedition till Sydpolen mellan 1910 och 1913.
Ponting var expeditionens officiella fotograf och använde materialet han filmat i olika former under åren som följde expeditionen innan han sammanställde det till denna stumfilmsdokumentär 1924. British Film Institute restaurerade filmen och återutgav den 2011 med ett nytt musikaliskt soundtrack av Simon Fisher Turner.

## Handling
Filmen skildrar Terra Nova-expeditionens avresa från Lyttelton i Nya Zeeland och den riskabla resan över till Antarktis genom stormar och ovanligt stora mängder packis. Besättningen anländer till Rossön, där alla aspekter av expeditionens arbete, lossningen av fartyget, livet i lägret, och det vetenskapliga arbetet samt det lokala djurlivet dokumenteras.
Kartor visar hur expeditioner etablerar proviantdepåer inför färden mot polen. Provfärder görs med slädhundar, ponnyer och olika kombinationer av slädar, pulkor och skidor, man testar också kläder, matlagningsutrustning och tält.
Slutligen avgår polarexpeditionen – bestående av Scott, Evans, Bowers, Oates och Wilson – och resan beskrivs med hjälp av fotografier, utdrag ur Scotts dagbok på textskyltar, modellbilder samt porträtt och målningar av de förlorade männen. Den sista scenen visar minneskorset som restes över Scott och hans följeslagare.

## Medverkande

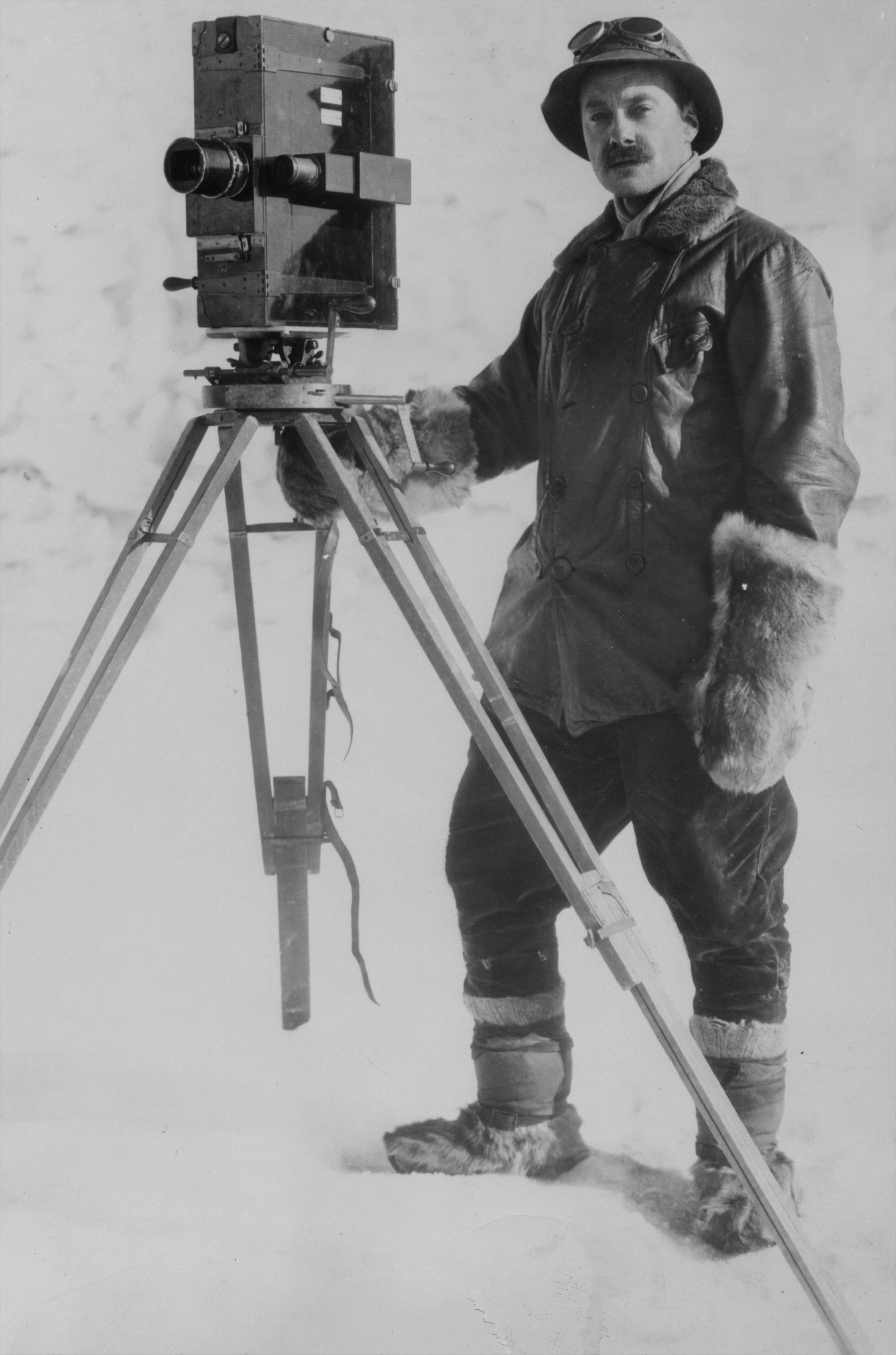
Ponting med sin kamera i januari 1912 på Rossön.

- Robert Scott
- Henry Robertson Bowers
- Edward Adrian Wilson
- Edgar Evans
- Lawrence Oates
- Thomas Clissold
- Herbert Ponting